# ديفيد سويفت (ممثل)
ديفيد سويفت (بالإنجليزية: David Swift)‏ هو ممثل بريطاني، ولد في 3 أبريل 1931 في المملكة المتحدة، وتوفي في 8 أبريل 2016 بلندن في المملكة المتحدة.

## وصلات خارجية
- ديفيد سويفت على موقع IMDb (الإنجليزية)
- ديفيد سويفت على موقع ميوزك برينز (الإنجليزية)
- ديفيد سويفت على موقع قاعدة بيانات الفيلم (الإنجليزية)